# Occlusiva uvulare epiglottale sorda
L'occlusiva uvulare epiglottale sorda è un tipo di suono consonantico utilizzato in alcune lingue parlate. È una [ q ] e una [ ʡ ] pronunciate contemporaneamente. Il simbolo dell'alfabeto fonetico internazionale che rappresenta questo suono è ⟨q͡ʡ⟩.

## Caratteristiche
- Il suo modo di articolazione è occlusivo perché il suono è prodotto dalla chiusura della gola e subito dopo l'aria viene rilasciata.
- Il suo punto di articolazione è uvulare-epiglottale, nel senso che si articola contemporaneamente con la parte posteriore della lingua (il dorso ) contro l'ugola e l'epiglottide. La chiusura laringea viene eseguita e rilasciata leggermente prima della chiusura dorsale, ma si sovrappongono per gran parte della loro durata.
- La sua fonazione è sorda, cioè avviene senza vibrazioni delle corde vocali.

## Occorrenza
| Lingua | Parola | AFI      | Significato    | Appunti         |
| ------ | ------ | -------- | -------------- | --------------- |
| Somala | qiiq   | [q͡ʡíìq͡ʡ] | 'emettono fumo | Allofono di [q] |